# Václav Hollar
Václav Hollar, Wenceslaus Hollar o Wenzel Hollar (Praga, 13 de juliol de 1607 - Londres, 25 de març de 1677) va ser un gravador i dibuixant d'origen bohemi, les obres del qual més conegudes les va realitzar al Regne Unit. Es va especialitzar en les vistes panoràmiques de paisatges urbans i rurals, que permeten entreveure la influència de la pintura neerlandesa de l'època.
La seva família va quedar arruïnada després del saqueig que va sofrir Praga en la Guerra dels Trenta Anys. Hollar es va iniciar com a gravador a edat primerenca, i els seus primers gravats coneguts daten de 1625-26. Va ser un artista viatger des de jove: va passar per Estrasburg, Colònia i Stuttgart.
El 1636 va contactar amb un noble anglès, Thomas Howard, comte d'Arundel, qui havia acudit en una comitiva diplomàtica. El comte el va acollir com a dissenyador i el va portar amb ell a Viena. A l'any següent Hollar va acompanyar Arundel en el seu retorn a Londres. Així es va iniciar la seva etapa més productiva i coneguda. Va gravar plànols i vistes de diversos llocs del Regne Unit, va il·lustrar diversos llibres i va reproduir múltiples pintures que llavors pertanyien al rei Carles I i la seva cort. Entre elles, diversos retrats de Hans Holbein el Jove i el famós Autoretrat de Dürer de 1498, ara al Museu del Prado.
La seva producció va ser molt extensa: unes 2.740 imatges. A més de tan nombrosos aiguaforts, va fer excel·lents dibuixos de gran complexitat en els quals va utilitzar aquarel·les, com els realitzats el 1636 durant els seus viatges per l'Europa Central. Va morir pobre. Està enterrat a l'església de Santa Margarida de Westminster.